# Abu Zikry
Abu Zikry, född 8 november 1923 i al-Arish, död 26 januari 1983 i Alexandria, var en egyptisk marskalk. Han var befälhavare för Egyptens flotta från juni till september 1969 och på nytt mellan oktober 1972 och november 1976. I den egenskapen var han en av de högsta egyptiska militärerna under oktoberkriget 1973. Han var dessutom vice försvarsminister från 12 februari till 24 oktober 1972 och senare rådgivare åt president Anwar Sadat.